# Nie ma jak u teściów
Nie ma jak u teściów (ang. In-Laws, 2002–2003) – amerykański serial komediowy wyprodukowany przez NBC Studios.
Jego światowa premiera odbyła się 24 września 2002 roku na kanale NBC. Miało zostać wyemitowane 15 odcinków, ale zostało wyemitowanych 14 odcinków. Ostatni odcinek został wyemitowany 14 stycznia 2003 roku. W Polsce serial nadawany był na kanale TVN 7.

## Obsada
- Elon Gold jako Matt Landis
- Dennis Farina jako Victor Pellet
- Jean Smart jako Marlene Pellet
- Bonnie Somerville jako Alex Pellet Landis

i inni

## Spis odcinków
| N/o            | Tytuł angielski             |
| -------------- | --------------------------- |
|                |                             |
| SERIA PIERWSZA |                             |
|                |                             |
| 01             | Pilot                       |
|                |                             |
| 02             | Fleetwood Matt              |
|                |                             |
| 03             | The Mattress Kings          |
|                |                             |
| 04             | Love Is the Key             |
|                |                             |
| 05             | Monopoly Report             |
|                |                             |
| 06             | Crown Vic                   |
|                |                             |
| 07             | Love Thy Neighbor           |
|                |                             |
| 08             | Halloween: Resurrection     |
|                |                             |
| 09             | Games People Play           |
|                |                             |
| 10             | Lucky Charms                |
|                |                             |
| 11             | If You Can't Stand the Heat |
|                |                             |
| 12             | Married Christmas           |
|                |                             |
| 13             | Matt Goes into Labor        |
|                |                             |
| 14             | Two Rooms                   |
|                |                             |
| 15             | Mother's Nature             |
|                |                             |